# Marco Porcio Latro
Marco Porcio Latro, o Marco Porcio Latrone (in latino Marcus Porcius Latro; Cordova, 58-55 a.C. circa – 3-4 d.C. circa), è stato un retore romano del I secolo, considerato uno dei fondatori della retorica scolastica.

## Biografia
Appartenente alla Gens Porcia, nacque in Spagna (probabilmente a Cordova) tra il 58 e il 55 a.C. e morì suicida nel 3-4 d.C. Fu coetaneo, conterraneo, nonché grande amico di Seneca il Vecchio, che gli dedicò vari scritti che costituiscono anche la maggiore fonte di informazioni su Porcio Latro.
Nel 40 a.C., ancora giovanissimo, seguì Seneca a Roma, dove insieme all'amico si iscrisse alla scuola di retorica di Marullo. Intorno al 30 a.C. divenne professore di retorica ed aprì una propria scuola che fu frequentata da illustri personaggi fra cui Ovidio e Abronio Silo. Nel 17 a.C., declamò davanti ad Augusto e Marco Vipsanio Agrippa. 
Latrone viaggiò molto e fece ritorno più volte in Spagna. Durante una di queste occasioni fu colto da febbre quartana doppia e preso dallo sconforto per queste febbri continue si suicidò nel 3 o 4 d.C.